# Przywódcy Gwinei Bissau
| Osoba                                                                                               | Osoba                                                 | Osoba   | Kadencja            | Kadencja            | Partia polityczna                                                  |
| #                                                                                                   | Imię i Nazwisko                                       | Portret | Od                  | Do                  | Partia polityczna                                                  |
| --------------------------------------------------------------------------------------------------- | ----------------------------------------------------- | ------- | ------------------- | ------------------- | ------------------------------------------------------------------ |
| Przewodniczący Rady Państwa                                                                         |                                                       |         |                     |                     |                                                                    |
| 1                                                                                                   | Luís Cabral (1931–2009)                               |         | 24 września 1973    | 14 listopada 1980   | Afrykańska Partia Niepodległości Gwinei i Wysp Zielonego Przylądka |
| Przewodniczący Rady Rewolucyjnej                                                                    |                                                       |         |                     |                     |                                                                    |
| —                                                                                                   | João Bernardo Vieira (1939–2009)                      |         | 14 listopada 1980   | 14 maja 1984        | Afrykańska Partia Niepodległości Gwinei i Wysp Zielonego Przylądka |
| Przewodniczący Narodowego Zgromadzenia Ludowego                                                     |                                                       |         |                     |                     |                                                                    |
| —                                                                                                   | Carmen Pereira (1937–2016)                            |         | 14 maja 1984        | 16 maja 1984        | Afrykańska Partia Niepodległości Gwinei i Wysp Zielonego Przylądka |
| Przewodniczący Rady Państwa                                                                         |                                                       |         |                     |                     |                                                                    |
| 2                                                                                                   | João Bernardo Vieira (1939–2009)                      |         | 16 maja 1984        | 29 września 1994    | Afrykańska Partia Niepodległości Gwinei i Wysp Zielonego Przylądka |
| Prezydenci Gwinei Bissau                                                                            |                                                       |         |                     |                     |                                                                    |
| 1                                                                                                   | João Bernardo Vieira (1939–2009)                      |         | 29 września 1994    | 7 maja 1999         | Afrykańska Partia Niepodległości Gwinei i Wysp Zielonego Przylądka |
| Przewodniczący Naczelnego Dowództwa Junty Wojskowej                                                 |                                                       |         |                     |                     |                                                                    |
| —                                                                                                   | Ansumane Mané (1940–2000)                             |         | 7 maja 1999         | 14 maja 1999        | wojskowy                                                           |
| Prezydenci Gwinei Bissau                                                                            |                                                       |         |                     |                     |                                                                    |
| 2                                                                                                   | Malam Bacai Sanhá (1947–2012)                         |         | 14 maja 1999        | 17 lutego 2000      | Afrykańska Partia Niepodległości Gwinei i Wysp Zielonego Przylądka |
| 3                                                                                                   | Kumba Ialá (1953–2014)                                |         | 17 lutego 2000      | 14 września 2003    | Partia na rzecz Odnowy Społecznej                                  |
| Przewodniczący Wojskowego Komitetu na rzecz Przywrócenia Demokratycznego i Konstytucyjnego Porządku |                                                       |         |                     |                     |                                                                    |
| —                                                                                                   | Veríssimo Correia Seabra (1947–2004)                  |         | 14 września 2003    | 28 września 2003    | wojskowy                                                           |
| Prezydenci Gwinei Bissau                                                                            |                                                       |         |                     |                     |                                                                    |
| 4                                                                                                   | Henrique Rosa (1946–2013)                             |         | 28 września 2003    | 1 października 2005 | bezpartyjny                                                        |
| 5                                                                                                   | João Bernardo Vieira (1939–2009)                      |         | 1 października 2005 | 2 marca 2009        | bezpartyjny                                                        |
| —                                                                                                   | Raimundo Pereira pełniący obowiązki (1956–)           |         | 2 marca 2009        | 8 września 2009     | Afrykańska Partia Niepodległości Gwinei i Wysp Zielonego Przylądka |
| 6                                                                                                   | Malam Bacai Sanhá (1947–2012)                         |         | 8 września 2009     | 9 stycznia 2012     | Afrykańska Partia Niepodległości Gwinei i Wysp Zielonego Przylądka |
| —                                                                                                   | Raimundo Pereira pełniący obowiązki (1956–)           |         | 9 stycznia 2012     | 12 kwietnia 2012    | Afrykańska Partia Niepodległości Gwinei i Wysp Zielonego Przylądka |
| Lider Dowództwa Wojskowego                                                                          |                                                       |         |                     |                     |                                                                    |
| —                                                                                                   | Mamadu Ture Kuruma (1947–)                            |         | 12 kwietnia 2012    | 11 maja 2012        | wojskowy                                                           |
| Prezydenci Gwinei Bissau                                                                            |                                                       |         |                     |                     |                                                                    |
| —                                                                                                   | Manuel Serifo Nhamadjo pełniący obowiązki (1958–2020) |         | 11 maja 2012        | 23 czerwca 2014     | bezpartyjny                                                        |
| 7                                                                                                   | José Mário Vaz (1957–)                                |         | 23 czerwca 2014     | 27 lutego 2020      | Afrykańska Partia Niepodległości Gwinei i Wysp Zielonego Przylądka |
| 8                                                                                                   | Umaro Sissoco Embaló (1972–)                          |         | 27 lutego 2020      | nadal urzęduje      | Ruch na rzecz Demokratycznej Alternacji                            |